# Aeroportul Arua
Aeroportul Arua (IATA: RUA, ICAO: HUAR) este un aeroport din Northern Region⁠(d), Uganda ce deservește zona Arua. A fost deschis în 1959 și numit după zona deservită.
Situat la o altitudine de 1.204 m, aeroportul dispune de o singură pistă.